# Hermann Jadlowker
Hermann Jadlowker, född den 17 juli 1877 i Riga i Kejsardömet Ryssland, död den 13 maj 1953 i Tel-Aviv i Israel, var en israelisk operasångare. 
Jadlowker, som var av balttysk-judisk börd, var utbildad vid Wiens konservatorium. Han delade i många år sin verksamhet mellan Berlins statsopera och Metropolitan Opera House i New York samt var mycket uppburen som lyrisk och hjältetenor i rollerna Lohengrin, Tannhäuser, Walther von Stolzing, Parsifal, Raoul de Nangis, Faust, Don José, Radamès, Canio med flera. I Stockholm konserterade han 1920. År 1938 emigrerade han till Brittiska Palestinamandatet.